# Zakaria Boudjalthia
Zakaria Boudjalthia (* 9. November 1994) ist ein algerischer Leichtathlet, der sich auf den Langstreckenlauf spezialisiert hat.

## Sportliche Laufbahn
Erste internationale Erfahrungen sammelte Zakaria Boudjalthia im Jahr 2025, als er bei den Arabischen Meisterschaften in Oran in 14:23,90 min die Silbermedaille im 5000-Meter-Lauf hinter seinem Landsmann Ramdane Ouarghi gewann.
2024 wurde Boudjalthia algerischer Meister im 10.000-Meter-Lauf.

## Persönliche Bestleistungen
- 5000 Meter: 13:43,37 min, 5. April 2024 in Algier
- 10.000 Meter: 29:05,80 min, 11. April 2025 in Bejaia